# Nominal-Group-Technique
Die Nominal-Group-Technique ist eine Methode zur Ideenfindung und deren Priorisierung. 
Ähnlich der Methode 6-3-5 werden in einer moderierten Diskussion zu einem bestimmten Thema Vorschläge in schriftlicher Form gegeben. Diese werden anschließend gruppiert und von den Teilnehmern unabhängig voneinander priorisiert. Die Rangfolgen der Teilnehmer werden addiert, so dass sich eine Gesamtrangliste aller Vorschläge ergibt.
Die Methode wurde 1971 von André L. Delbecq und Andrew Henry van de Ven entwickelt.
Oberbegriff: Kreativitätstechniken